# Mídia digital

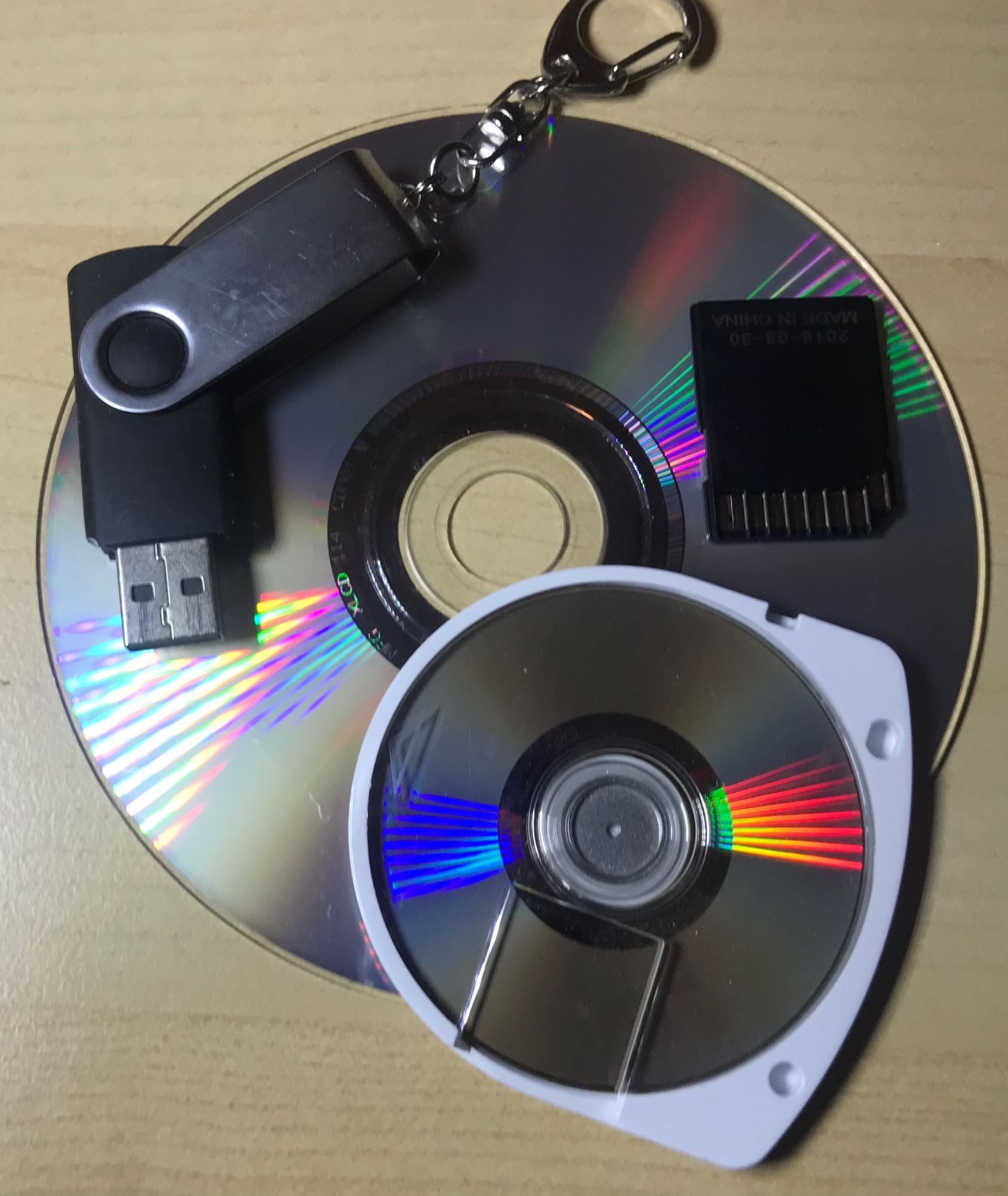
Exemplos de mídia digital - CD-ROM, Flash Drive, e cartão SD

O termo mídia digital é oposto de mídia analógica,  esta era configurada por uma base material: o som era gravado em pequenos sulcos, sobre uma superfície de vinil e, quando uma agulha passava por esses sulcos o som era reproduzido. Nas mídias digitais o suporte físico praticamente desaparece, e os dados são convertidos em sequências numéricas ou de dígitos - por isso  uso do termo digital. Dessa forma, os sons, imagens, textos, são na realidade sequências de números, o que permite o compartilhamento, armazenamento e conversão de dados. No sentido mais amplo, mídia digital pode ser definida como o conjunto de veículos e aparelhos de comunicação baseados em tecnologia digital, permitindo a distribuição ou comunicação digital das obras intelectuais escritas, sonoras ou visuais. Meios de origem eletrônica utilizados nas estratégias de comunicação das marcas com seus consumidores, geralmente chamada de mídia digital
As mídias digitais permitiram inúmeras formas de relacionamentos humanos, mas é possível questionar até que ponto essa interferência não foi negativa; a expansão do número de usuários não tem precedentes, mas a “barreira digital” entre conectados e desconectados continua; a “exclusão digital” é um problema de origens e consequências econômicas, políticas e sociais, embora formas de integração das mais variadas, procurem diminuir esse impacto.

## Conceito
Em geral, o termo refere-se a qualquer mídia que utiliza, como meio, um computador ou equipamento digital para criar, explorar, finalizar ou dar continuidade a um projeto que tem como suporte a internet, comunicação online ou offline, produções gráficas, videogames, conteúdos audiovisuais, etc. Se opõe também às mídias analógicas, usufruindo assim das vantagens técnicas dos meios digitais como uma maior agilidade na manipulação e criação de conteúdos. Além disso, o conteúdo pode ser reproduzido e reutilizado sem perda de qualidade, o que garante um fluxo de trabalho muito mais dinâmico e multimidiático, favorecendo assim a interdisciplinaridade ou a integração entre os diferentes meios, sendo essa uma característica marcante desse tipo de mídia e processo de trabalho.
Atualmente, no entanto, mídias digitais não se limita apenas à oposição das mídias analógicas, mas como uma ramificação muito mais abrangente, criativa e ilimitada do uso de mídias, já que suas possibilidades não necessariamente são formatadas. Pelo contrário, a mídia digital explora os meios corretos para comunicar a mensagem da forma mais adequada e instigante.

## Nas organizações empresariais
Mídia Digital é uma rede que facilita a troca de informações e conteúdos entre os usuários. Tudo que permite uma interação entre as pessoas (usuários) é uma forma de Mídia Digital. Esse meio tem ampliado a comunicação entre as pessoas, a partir do momento em que há um compartilhamento das informações. Através da rede digital, os consumidores têm como avaliar e acessar opiniões de outras pessoas antes de comprar um produto. 
Cada vez mais as empresas estão utilizando as redes sociais como forma de Marketing Digital para ter uma melhor visibilidade no meio do mercado competitivo e para a divulgação dos seus produtos e serviços. A quantidade de redes sociais, sendo elas Facebook, Instagram, Youtube, Twitter, Google +, blogs entre outras, possibilita que a empresa crie várias maneiras de se comunicar com seus compradores através dos recursos que cada plataforma oferece. 
A partir do contato com o cliente, se tem o Marketing de Relacionamento que é como os empresários atendem seus clientes de forma que eles se sintam confortável junto á empresa. Através das redes sociais é possível haver um monitoramento das empresas para saber o que agrada ou não os consumidores, sendo assim os empreendimentos ficam conhecendo o perfil dos seus seguidores e criam estratégias para melhor se adequar as necessidades dos clientes, além de descobrir as tendências do mercado. Com as Redes Sociais, as soluções para as reclamações dos clientes são feitas com brevidade, pois as empresas não vão querer manchar a sua imagem perante aos outros consumidores, já que as reclamações, em sua grande maioria, vão nos comentários, podendo ser visualizada por todos os seguidores. As reclamações acontecem em tempo real por causa da popularização dos dispositivos móveis. Para que a empresa consiga obter resultados significativos através de uma Rede é de suma importância a presença de um gerenciador de marketing para monitorar e manter um perfil que agrade seus clientes. 
Diante de todo o cenário tecnológico, percebeu-se que as empresas devem acompanhar cuidadosamente suas mídias sociais, com o intuito de se manter conectada e ativa na conectividade, assim o público poderá ter um maior engajamento entre a empresa e seu cliente e/ou seguidor e consequentemente poderá ter uma boa opinião atrativa, ocasionando assim a possível venda de seus produtos. Existem várias ferramentas que podem ajudar não somente na sua divulgação (marca) como também pode atrair vários clientes/seguidores em eu perfil digital, são elas: a famosa # (que ajuda e permite que a postagem seja vista por milhares de pessoas de diversos lugares do mundo), além de ser colocado em um perfil com postagens feitas com a # utilizada), o @ (permite que um perfil possa ser marcado e respostado, facilitando assim que a empresa possa ver o que as pessoas estão postando com o seu perfil). Existe um ponto em que as empresas precisam ficar atentas, o chamado: risco de não conectividade - falta de interatividade no perfil do Instagram com os usuários que o seguem. Para se manter ativo se faz necessário não somente realizar postagens, mas também, estar atento aos comentários, # (Hashtag) e @ (arroba). Os usuários querem respostas rápidas e altamente interativas. Hoje em dia muitas empresas utilizam essa tecnologia ao seu favor, através de uma promoção digital, por exemplo, é possível gerar um aumento atrativo em suas vendas e posteriormente poderá atingir o objetivo de alcançar um quantitativo de pessoas e vendas. Lembrando que a empresa deve evitar a não autenticidade na sua promoção e na sua herança que esta associada a sua marca. Deve-se prestar atenção e indagar os seguintes questionamentos: a nossa proposta lançada é autentica e de acordo com a nossa herança? A ideia central é constante e alcança o nosso público alvo? Assim, será possível equilibrar a campanha lançada com o objetivo principal da marca e consequentemente permitirá que seus clientes e/ou não clientes queiram adquirir seus produto.

## No marketing
Como citado anteriormente, houve importantes modificações advindas do processo transformatório da internet inclusive com o surgimento de novas profissões como gestor de tráfego. Alia-se conhecimento de cursos como Sistemas de informação, Administração, Marketing e informática. Porém o ponto central de divulgação é a originalidade, várias ferramentas surgiram para gerenciar todo essa database e conteúdo de forma até diária, empresas passam a contar com profissionais dentro delas, que conhecem os processos ou empresas que atuem como parceiras a fim de que estabeleçam os melhores pontos para o seu crescimento, essas mídias digitais tornam a empresa mais próxima do possível cliente em todos meios de comunicação possíveis, por meio visual, gráfico, vídeo, áudio ou simplesmente alguns caracteres de texto. O mundo se demonstra em constante transformação. Tanto que os próprios proprietários das ferramentas a cada tempo mudam a forma como o conteúdo é exibido o que requer que toda uma comunidade de adapte a isso.

## Na educação
A qualidade interativa das mídias digitais proporciona a ampliação dos debates, compartilhamento e questionamento de filosofias e sensos comuns. As mídias digitais aliadas às práticas educacionais ampliam o alcance das estruturas educacionais, além de produzir renovação e modernização de conteúdo.
Isaac Asimov já previa o impacto que a tecnologia teria na Educação no livro Escolha a Catástrofe. Para ele, no futuro, a humanidade poderia concentrar as informações em um grande núcleo ("biblioteca" virtual) e disponibilizar em uma rede acessível para qualquer pessoa. Além de acessar essa biblioteca, cada indivíduo poderia fazer sua contribuição, atuando como aluno e também professor. Alguns acreditam ser essa a previsão da Wikipedia.
Assim como a página impressa representou a revolução nas salas de aula na Idade Moderna, segundo Erasmo de Roterdão, e fez com que o estudo universitário expandisse na Europa, pode-se fazer um paralelo entre a ascensão do rádio, TV e internet ao longo do século XX e a expansão do conhecimento além dos círculos fechados intelectuais.
As tecnologias digitais de informação suscitam uma pedagogia que favorece o aprendizado individual a partir da interatividade com o coletivo; a cooperação extingue a posição de receptor estigmatizada na figura do aluno. Para Pierre Lévy, no livro Cibercultura, a sociedade atual está transitando para uma sociedade móvel, na qual as relações e as interconexões que a escola produz com a diversidade se traduzem em fluxos de conhecimento.

## Exemplos
No sentido técnico, mídia digital pode ser:
- Computador
- Telefone celular
- Disco Compacto (CD)
- Vídeo digital
- Internet e World Wide Web
- Televisão digital
- MiniDisc (MD)
- Jogo electrónico
- Livros digitais (ebooks)
- e outras  mídias interativas